# Királygém
A királygém vagy nagy kékgém (Ardea herodias) a madarak (Aves) osztályának gödényalakúak (Pelecaniformes) rendjébe, ezen belül a gémfélék (Ardeidae) családjába és a gémformák (Ardeinae) alcsaládjába tartozó nagyméretű gázlómadár.

## Előfordulása
Észak-Amerikában, Közép-Amerikában és a Galápagos-szigeteken él. Telelni délre vonul, eljut Venezueláig is. Élőhelye mocsarak, folyók, tavak partja.

## Alfajai
- Ardea herodias herodias - Észak-Amerika nagy része, Közép-Amerika (a karib-szigetek kivételével) és Dél-Amerika északi része
- Ardea herodias fannini - Észak-Amerika csendes-óceáni partvidékének északi része Alaszka déli részétől délre Washington államig
- Ardea herodias wardi - Az Egyesült Államok középső és déli része, Oklahomától és Kansastől délre Florida északi részéig
- Ardea herodias occidentalis - Florida déli része és a Karib-szigetek
- Ardea herodias cognata - Galápagos-szigetek

## Megjelenése
Testhossza mintegy 132 centiméter, szárnyfesztávolsága 210 centiméter. Testtömege 2500 gramm.
Nagyon hasonló a sokkal ismertebb szürke gémhez. Fekete foltot visel a vállán és a feje tetején.
|  |  |

## Életmódja
Alapvetően társas madár, bár egyedül vadászik. Rokonaihoz hasonlóan halakkal, kétéltűekkel, csigákkal, hüllőkkel, kisemlősökkel, rákokkal táplálkozik. Mozdulatlanul, lesben állva várja az áldozatát.

### Szaporodása
Telepeken, gallyakból fákra vagy bokrokra rakja a fészkét.
|  |